# Zastava Nizozemske
Zastava Nizozemske ima tri vodoravne pruge u boji: crvenu, bijelu i plavu. Omjer dužine i širine je 2:3. Najstarija je trobojnica u svijetu, koja se još koristi. To nije prva nizozemska zastava.  Za zajedničke ekspedicije, počeli su koristiti jedinstvenu zastavu.

## Zastave nizozemskih provincija
- Drenthe
- Flevoland
- Friesland
- Gelderland
- Groningen
- Limburg
- Sjeverni Brabant
- Sjeverna Holandija
- Overijssel
- Južna Holandija
- Utrecht
- Zeeland